# シーグルズル・インギ・ヨハンソン
シーグルズル・インギ・ヨーハンソン（アイスランド語: Sigurður Ingi Jóhannsson、1962年4月20日 - ）はアイスランドの政治家。進歩党党首。首相、漁業農務大臣を務めた。

## 経歴
2013年に漁業農務大臣に就任。前環境・天然資源大臣であり、Sigrún Magnúsdóttirが2014年末に環境・天然資源大臣に就任するまでの間、漁業・農業と連携する役割を果たした。
シグムンドゥル・ダーヴィド・グンロイグソン首相がいわゆる「パナマ文書」問題を受けて辞任すると、後任の首相に就任した。

## 脚註
1. ↑  Reuters (2016年4月6日). “Iceland Government Coalition Appoints Johannsson as New PM-Progressive Party MP”. The New York Times.   The New York Times. 2016年4月6日閲覧。
2. ↑  Hafstad, Vala (2016年4月6日). “Sigurður Ingi Jóhannsson Iceland’s New PM”. Iceland Review. 2016年4月6日閲覧。
3. ↑  THE ASSOCIATED PRESS (2016年4月6日). “Johannsson to Seek Approval to Become Iceland's Next PM”. The New York Times. 2016年4月6日閲覧。